# Mołodki (obwód wołogodzki)
Mołodki (ros. Молодки) – wieś w Rosji, w rejonie szeksnińkim obwodu wołogodzkiego. W 2010 r. liczyła 10 mieszkańców.